# Anschlag in Peschawar 2023

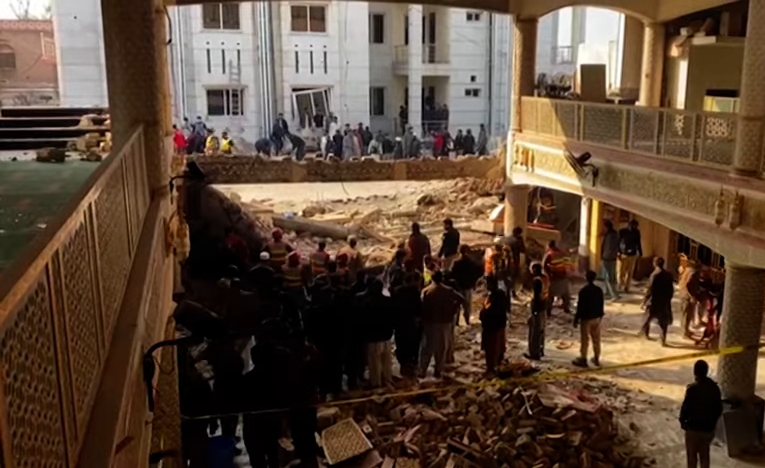
Das Innere der Moschee nach dem Anschlag

Der Anschlag in Peschawar am 30. Januar 2023 war ein Terroranschlag in der Stadt Peschawar in der nordwestlichen Provinz Khyber Pakhtunkhwa in Pakistan. Der Anschlag galt einer Moschee auf einem Hochsicherheitsgelände um das Hauptquartier der Provinzpolizei und eine Abteilung zur Terrorismusbekämpfung. Zum Zeitpunkt des Bombenanschlags verrichteten zwischen 300 und 400 Polizisten ihre Zuhr-Gebete. 84 Menschen, darunter der Attentäter, kamen ums Leben, über 220 wurden verletzt.
Dem in eine Polizeiuniform gekleideten Angreifer gelang es, auf einem Motorrad mehrere Polizeiabsperrungen unentdeckt zu passieren. Als er in der ersten Reihe der betenden Gläubigen stand, zündete er eine Selbstmordweste und verursachte eine große Explosion, die das Dach der Moschee zum Einsturz brachte. 84 Menschen wurden getötet, 90 Prozent der Opfer waren Polizisten.
Die Jamaat-ul-Ahrar, eine Fraktion der Tehrik-i-Taliban Pakistan (TTP), übernahm die Verantwortung für den Bombenanschlag und erklärte, dass dieser durchgeführt wurde, um den Tod des Gründers und ehemaligen Anführers der Jamaat-ul-Ahrar zu rächen. Die wichtigste TTP-Gruppe bestritt später über ihren Sprecher die Beteiligung, äußerte sich jedoch nicht zu den Aussagen von Jamaat-ul-Ahrar.
Der Bombenanschlag wurde sowohl im Inland als auch im Ausland weithin verurteilt. Führende Politiker auf der ganzen Welt verurteilten den Angriff und drückten den Opfern und ihren Familien ihr Beileid aus. Die Sprecherin des Generalsekretärs der Vereinten Nationen nannte den Bombenanschlag „besonders abscheulich“, da er an einem religiösen Ort stattfand.

## Anschlag
Die angegriffene Moschee befindet sich auf einem Hochsicherheitsgelände, zu dem auch das Hauptquartier der Provinzpolizei und eine Abteilung für Terrorismusbekämpfung gehören. Am 30. Januar 2023 passierte der Selbstmordattentäter unerkannt mehrere Absperrungen der örtlichen Polizei – ersten Ermittlungen zufolge trug er eine Polizeiuniform und kam auf einem Motorrad an. Zu diesem Zeitpunkt waren zwischen 300 und 400 Polizeibeamte in der Moschee anwesend, um ihre Zuhr-Gebete zu verrichten.
Der Attentäter löste gegen 13:30 Uhr pakistanischer Zeit, als er in der ersten Reihe der Betenden stand, die Selbstmordweste aus und verursachte eine große Explosion, die das Dach der Moschee zum Einsturz brachte. Ein Polizist, der den Bombenanschlag überlebte, sagte aus, er habe „eine riesige Feuerbrunst“ gesehen, bevor er von einer schwarzen Staubwolke eingehüllt worden sei. Nach ersten Berichten kamen bei dem Angriff 101 Menschen ums Leben. Die Zahl der Toten wurde später auf 84 korrigiert. 90 Prozent der Opfer waren Polizisten.

## Täter
Nach dem Bombenanschlag bekannte sich Omar Mukaram Khurasani, der derzeitige Emir der Jamaat-ul-Ahrar-Fraktion und Mitglied des Führungsrates der Tehrik-i-Taliban Pakistan (TTP), zu dem Bombenanschlag. Der Bombenanschlag sei durchgeführt worden, um den Tod von Omar Khalid Khorasani zu rächen, seinem Bruder, Gründer und ehemaligen Anführer der Fraktion, der für ein Massaker in einer Schule in Peschawar im Jahr 2014 verantwortlich war. Sarbakaf Mohmand von der Mohamand-Fraktion der TTP gab an, der Name des 25-jährigen Attentäters sei Huzaifa gewesen.
Die TTP bestritt durch ihren Sprecher jegliche Beteiligung an dem Anschlag. Der Sprecher äußerte sich jedoch nicht zu früheren Aussagen von TTP-Mitgliedern wie Sarbakaf Mohmand und Omar Mukaram Khurasani, die den Anschlag für sich reklamiert hatten.

## Folgen und Reaktionen
Der pakistanische Premierminister Shehbaz Sharif verurteilte den Bombenanschlag und erklärte, dass der Bombenanschlag mit dem Islam unvereinbar sei und dass ganz Pakistan gegen die „Bedrohung durch den Terrorismus“ stehe. Der frühere Premierminister Imran Khan verurteilte den Bombenanschlag mit den Worten: „Wir müssen unbedingt unsere Informationsbeschaffung verbessern und unsere Polizeikräfte angemessen ausrüsten, um die wachsende Bedrohung des Terrorismus zu bekämpfen.“
Der Bombenanschlag wurde außerdem von Indien, Kanada, China, den Vereinigten Staaten, Saudi-Arabien, den Vereinigten Arabischen Emiraten und Katar verurteilt. Die Sprecherin des Generalsekretärs der Vereinten Nationen, António Guterres, sagte: „Es ist besonders abscheulich, dass ein solcher Angriff in einem Gotteshaus stattfand.“
Am 20. Juni 2023 wurde Sarbakaf Mohmand, einer der Haupttäter des Bombenanschlags und wichtiges Mitglied der Jamaat-ul-Ahrar und der Tehrik-i-Taliban Pakistan, in Afghanistan getötet. Sein Tod erfolgte aufgrund von Machtkämpfen zwischen den verschiedenen Fraktionen der TTP. TTP-Sprecher Mohammad Khurasani bestätigte Mohmands Ableben auf Twitter.